# Indus
Indus (dewanagari सिन्धु नदी, trl. sindhu nadī) – rzeka w Chinach, Indiach i Pakistanie.
Wypływa spod góry Kajlas w Transhimalajach na północ od jeziora Mapam Yumco. Ma długość 3180 kilometrów. Powierzchnia dorzecza 960 tys. km². W górnym biegu płynie głęboką doliną, pomiędzy Himalajami a Hindukuszem. W środkowym i dolnym biegu tworzy szeroką dolinę, rozpościerającą się w zachodniej części Niziny Hindustańskiej (na krawędzi pustyni Thar). Uchodzi do Morza Arabskiego, tworząc deltę o powierzchni około 8 tys. km².
Głównymi dopływami Indusu są: Satledź (Pańdżnab; lewy dopływ), Gilgit i Kabul (prawe dopływy). Od marca do września stan wód wysoki, związany z roztopem śniegów w strefie górnego biegu i monsunami w dolnym biegu. Od grudnia do lutego stan wód niski. Od miasta Dera Ismail Khan żeglowna. W 1973 miała miejsce katastrofalna powódź spowodowana wylewającym Indusem.
Jej wody zamieszkuje suzu indusowy.